# Solayoh
Solayoh è un brano musicale della cantante bielorussa Alena Lanskaja.

## Il brano
La canzone è stata scritta da Marc Paelinck e Martin King.
Con questo brano, la cantante ha partecipato in rappresentanza della Bielorussia all'Eurovision Song Contest 2013 tenutosi a Malmö.

## Tracce
Download digitale
1. Solayoh (Eurovision version) – 3:01
2. Solayoh (Karaoke version) – 3:00